# 夏の物語と歌
『夏の物語と歌』（なつのものがたりとうた）は、令和2年（2020年）に刊行された宮田直哉の処女詩集。

## 概要
『夏の物語と歌』は、宮田直哉が、29歳の時に水声社より刊行された第一詩集。「春」「夏」「秋」「冬」と4つの章によって構成された四季の風景をまとめた抒情詩集。
師である詩人服部剛は、「在りし日の堀辰雄と詩人達が集った信濃追分と軽井沢の清涼な空気と風が、本の中に流れている」と評している。
　